# Leucania petulans
Leucania petulans är en fjärilsart som beskrevs av Max Wilhelm Karl Draudt 1928. Leucania petulans ingår i släktet Leucania och familjen nattflyn. Inga underarter finns listade i Catalogue of Life.